# Belagerung von Metz (1552)

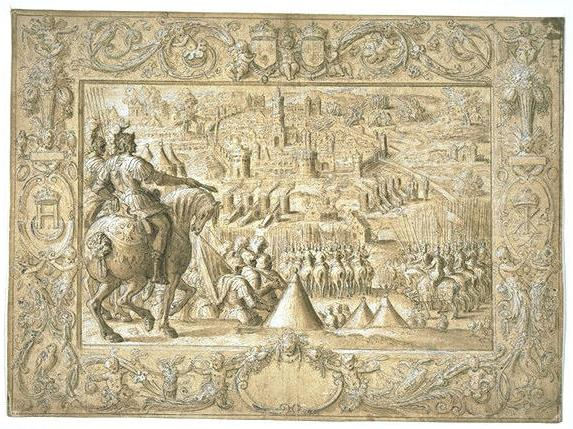
Zeichnung der Belagerung von Metz durch Karl V., 16. Jahrhundert

Die Belagerung von Metz fand von Oktober 1552 bis zum 1. Januar 1553 statt. Sie liegt am Beginn des Kriegs Karls V. gegen Heinrich II. (1552–1556) und führte zum Abzug der Truppen des Kaisers und zur Besetzung der bis dahin Freien Reichsstadt Metz durch Truppen des Königs von Frankreich. Die Besetzung der Trois-Évêchés (Bistum Metz, Bistum Toul und Bistum Verdun) wurde erst knapp hundert Jahre später durch den Westfälischen Frieden von 1648 ratifiziert.
Brantômes Bemerkung, dies sei „die schönste Belagerung“ gewesen, „die es jemals gab“, kann als Beispiel für den menschenverachtenden Blick des Adels auf die Leiden der Soldaten und der rechtlosen Zivilbevölkerung verstanden werden.

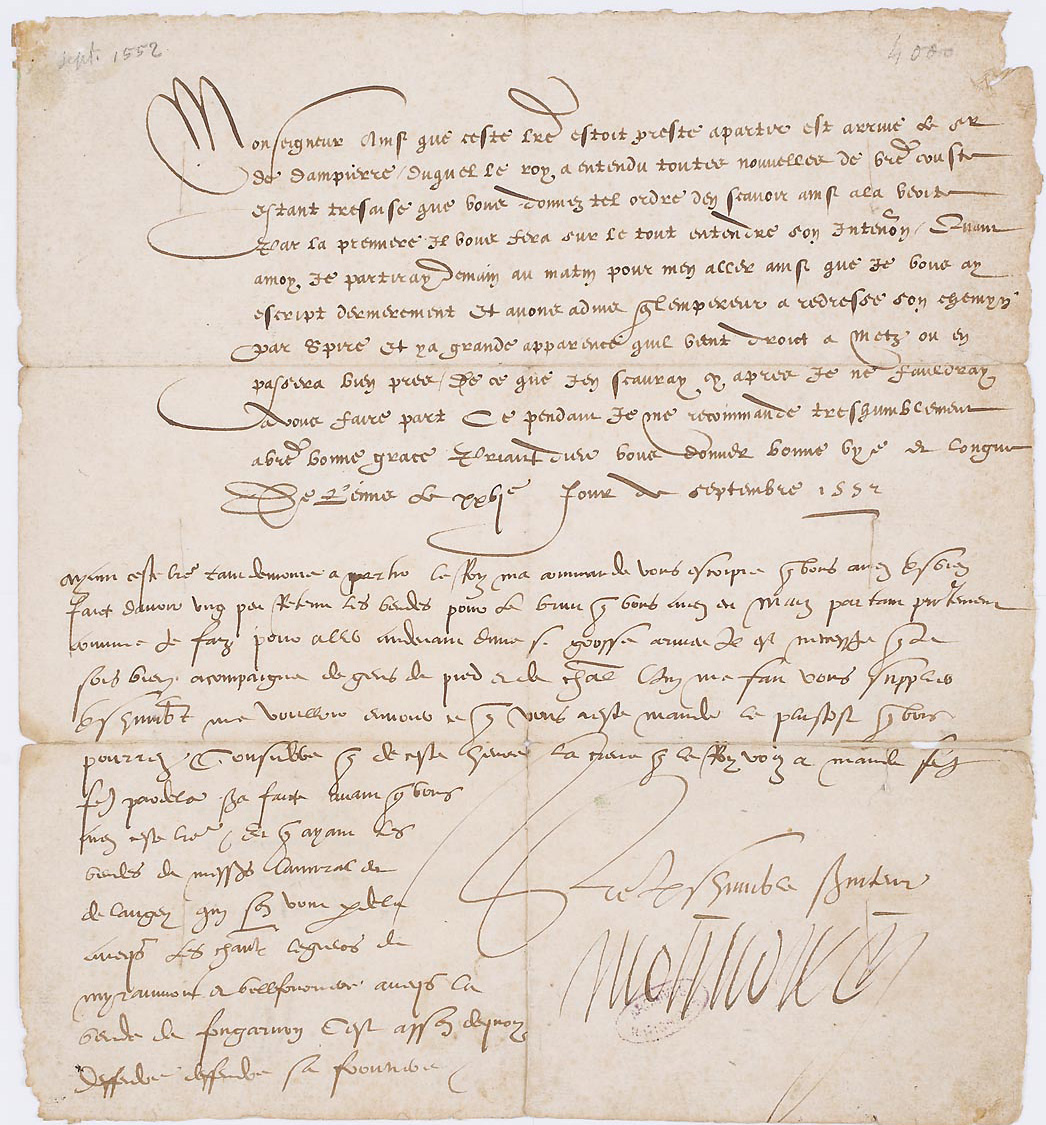
Brief Montmorencys an den Herzog von Vendôme, in dem Verstärkungen gegen die Truppen des Kaisers angefordert werden, Archives nationales AE-II-2188

## DieVoyage d’Allemagne
Mit der Unterstützung der lutherischen deutschen Fürsten, die sich gegen Karl V. verbündet hatten und die dem französischen König Heinrich II. für eine Allianz die Bistümer Metz, Toul und Verdun versprachen, organisierte dieser seinen Voyage d’Allemagne genannten Feldzug. Unter dem Kommando des Connétable Anne de Montmorency besetzten die Franzosen kampflos Toul und Metz, wobei sie von der Unterstützung frankophiler Stadträte profitierten. Heinrich II. feierte seinen Einzug in Metz am 18. April 1552, wo er ohne Freude empfangen wurde, da die Bevölkerung den herrschenden Oligarchen vorwarfen, sie verraten zu haben. Am 22. April zog Heinrich II. Richtung Rhein weiter, ließ in Metz 3400 seiner Männer zurück, konnte aber sein Ziel Straßburg nicht besetzen. Um den 20. Mai kehrte er nach Frankreich zurück und besetzte unterwegs Verdun.

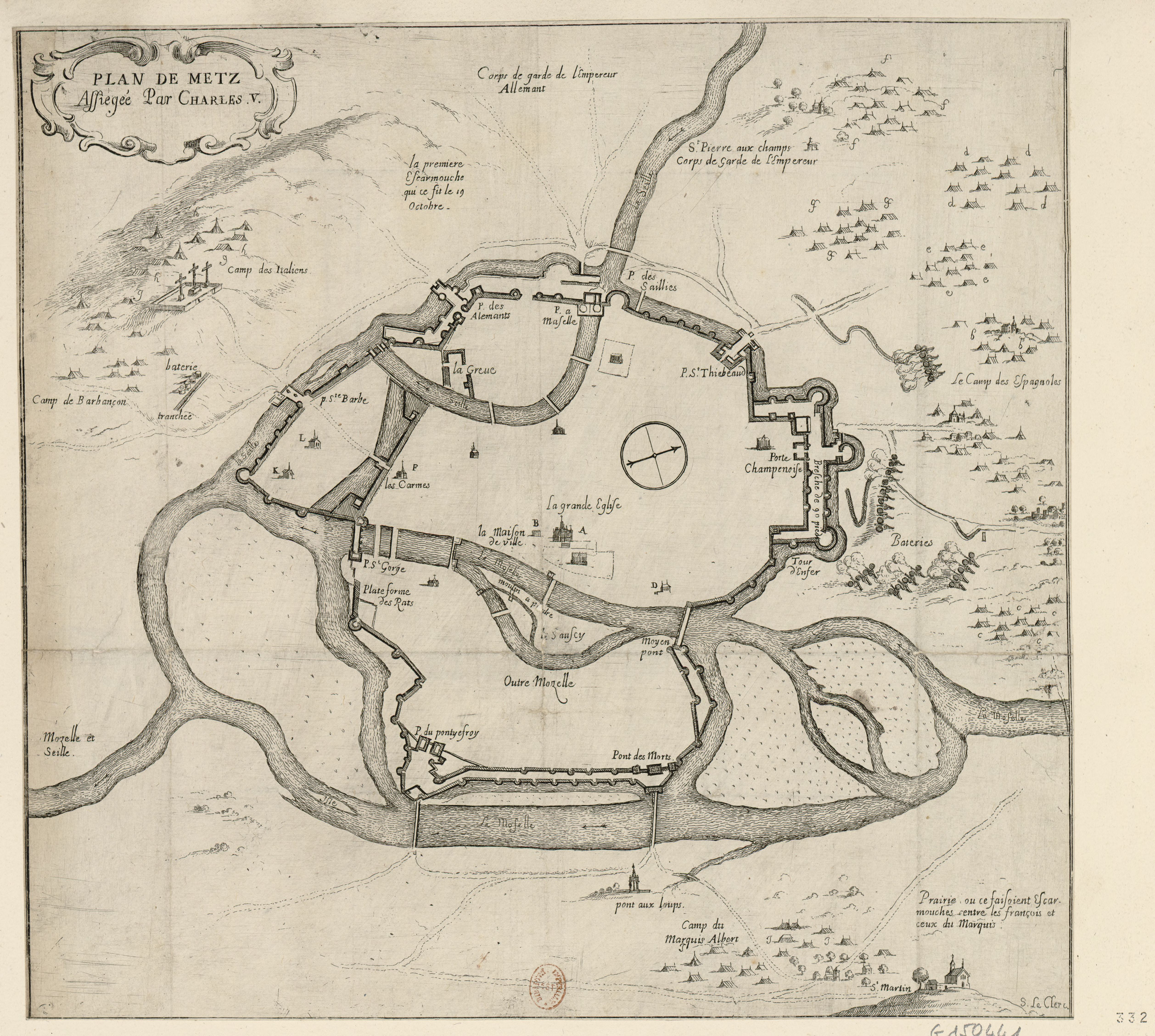
Karte des von Karl V. belagerten Metz, Kupferstich von Sébastien Le Clerc

## Kaiserliche Einkreisung
Um den Affront der lutherischen Fürsten und des Königs von Frankreich abzuwaschen, marschierte Karl V. am 1. September 1552 auf Metz. Am 23. Oktober erreichten seine Truppen Diedenhofen, das zum Herzogtum Luxemburg gehörte, und Boulay nördlich von Metz. Anfang November besetzten 50.000 Kaiserliche (inklusive 100 bis 150 Kanonen), unterstützt von 12.000 Soldaten des Markgrafen Albrecht II. Alcibiades von Brandenburg-Kulmbach die Vororte von Metz und legten anschließend einen praktisch lückenlosen Ring um die Stadt: die Brabanzonen und die Italiener im Nordosten, die Deutschen und die Böhmer im Osten und Südosten, die Spanier und die Artillerie im Süden und Südosten, sowie die Truppen den Markgrafen im Nordwesten.

## Französische Befestigungen
Der Lieutenant-général François de Guise, den Heinrich II. am 17. August 1552 mit der Verteidigung der Stadt beauftragt hatte, ließ fünf der Vororte niederreißen, darunter Sankt Arnulf und Sankt Theobald, sowie etwa 40 religiöse Gebäude, darunter die Abteien Sankt Clemens und Sankt Arnulf, um die Verteidigung der Stadt zu vereinfachen. Darüber hinaus ließ er im Ortsteil Bellecroix eine Straße für die Artillerie anlegen und am Ufer der Seille einen Graben. Am 21. Oktober befahl er der Bevölkerung, die Stadt zu verlassen., und lagerte Lebensmittel ein, um eine lange Belagerung durchzustehen. Im November verfügte er über mindestens 7000 Männer, davon 1000 Pioniere und 700 Reiter.

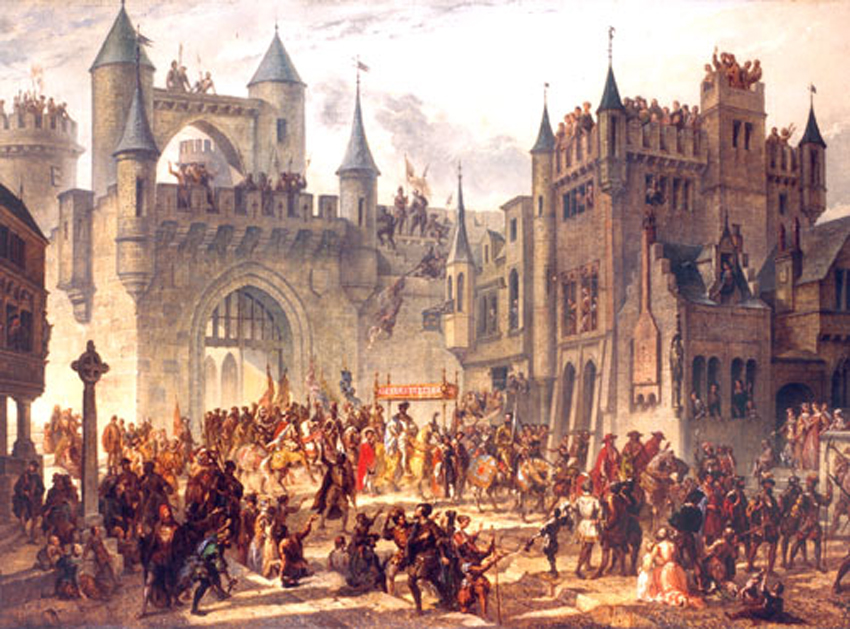
Heinrich II. betritt Metz durch die Porte Serpenoise, die später zur Anlage der Zitadelle Metz, abgerissen wurde

## Artilleriebeschuss und Kämpfe
Die Vorhut der Armee Karls V. unter dem Kommando Herzog von Alba schloss die Stadt am 19. Oktober 1552 ein. Fast den ganzen November über beschoss die Artillerie die Stadt von Südosten. Die Bombardierung begann am 9. November mit der Ankunft des Kaisers. Nach der Tradition mittelalterlicher Turniere forderten brandenburgische Ritter französische Ritter ohne wirklichen Erfolg zum Kampf heraus. Am 17. November wurde in der Nähe der Porte Serpenoise eine Bresche von 40 Meter geschlagen, aber die Verdoppelung der mittelalterlichen Wälle erlaubte den Kaiserlichen nicht, dies zu nutzen. Am 27. und 28. November beschädigte das Feuer weiter westlich etwa 300 Meter der Stadtmauern, die die Belagerten sofort verstärkten.
Im Verlauf der Belagerung wurde die Stadt ohne entscheidende Wirkung von etwa 15.000 Kanonenkugeln getroffen. Die von den Kaiserlichen gegrabenen Minen brachten keine Ergebnisse, da der Boden von schlechtem Wetter und dem hohen Grundwasserspiegel durchnässt war. Nach zwei Monaten Belagerung litt das kaiserliche Feldlager unter Typhus, Hunger und Kälte, Desertionen waren zahlreich. Verärgert und krank hob Karl V. die Belagerung am 1. Januar 1553 mit seiner dezimierten Armee auf und machte sich wieder auf den Weg nach Diedenhofen, das er am 2. Januar erreichte. Die Kranken und Verwundeten, die an Ort und Stelle von den kaiserlichen Truppen zurückgelassen wurden, wurden von den französischen Truppen verschont. Die Verluste werden auf Seiten der Belagerer mit 30.000 angegeben, auf Seiten der Belagerten sind sie unbekannt.

## Französische Besatzung
Die französische Besetzung wurde nun dauerhaft. Der „Schutz“ der Republik Metz führte zu Errichtung einer starken Garnison in der Stadt und 1556 zum Bau einer mächtigen Zitadelle. Trotz der Bitten der Protestanten aus Metz auf dem Reichstag stand die Metzer Frage nach 1582 nicht mehr auf der Tagesordnung. Obwohl die Stadt rechtlich noch in das Heilige Römische Reich integriert war, blieb sie in den Händen der französischen Krone und wurde erst 1648 mit der Unterzeichnung der westfälischen Verträge de jure französisch.

## Epilog
Die seit einiger Zeit von Frankreich gehaltene Stadt Thérouanne wurde im Sommer 1553 auf Befehl Kaiser Karls V. als Vergeltung für die Niederlage bei Metz zerstört. Der Kaiser traf bald darauf die Entscheidung, die Macht abzugeben, und übergab seinen Besitz nach und nach seinen Erben, seinem Sohn, der als Philipp II. König von Spanien wurde, und seinem jüngeren Bruder, der ihm unter dem Namen Ferdinand I. auf dem kaiserlichen Thron folgte. Karl zog sich in ein spanisches Kloster zurück und starb dort 1558.